# 正木亮

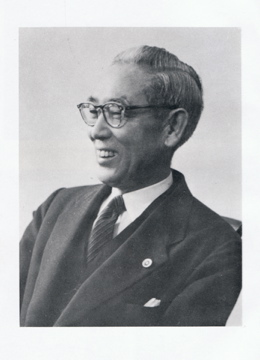

正木 亮（まさき あきら、1892年3月25日 - 1971年8月22日）は、昭和期（戦前〜戦後）の監獄学・刑事政策の実践的法学者。戦後は死刑廃止の提唱者として日本における死刑廃止運動の中心的役割を担った。

## 来歴・人物
広島県佐伯郡玖波村（現・大竹市玖波）出身。旧制三次中学校（のち三次高等学校）から第二高等学校を経て1918年、東京帝国大学法科大学法律学科（ドイツ法）卒。
大学在学中から牧野英一の教育刑論やトルストイの影響を受け、監獄の改善に強い関心を持つ。1916年（大正5年）1月1日、巣鴨監獄を参観。音羽の護国寺から田圃や雑木林を通り、はるか彼方に見える高い壁のそこに至るまでには一軒の農家さえなかったという。囚人の食物の粗末さ、戒護取調べのキツさ、房内の異臭、鉄鎖、鉄釱の惨さに自らの一生を監獄改良に捧ぐべきだと誓う。この時の印象を朝日新聞の「鉄箒」欄（1917年11月26日付）に、「学生が大勢で監獄を見学することは、懲役刑の上に、引き回しの刑をさらに加えるようなものだ」と投稿している。それから各地の監獄を巡歴。将来監獄局に入ることを目的として大学卒業後、司法官試補となり監獄行政を担当。同年ワイマール憲法発布。1921年待望の監獄局入り。時の司法省監獄局長・山岡萬之助に思いのまま監獄局研究を許される。1921年（大正10年）市ヶ谷監獄、1922年（大正11年）小菅刑務所と2回志願囚として刑務所で収容者と起居を共にし体験を積み、小河磁次郎、谷田三郎らの指導を受け監獄学を体系づけた。従来からの戒護・保安に偏重した管理行刑に疑問を持ち、「囚人もまた人間なり」として、受刑者に希望を与え、改悛を助成する行刑累進処遇令（1934年）の立案・法制化に尽力。さらに受刑者の賃金と性の問題を制度の中に取り入れいれてこそ、受刑者を人間として認める突破口であるとも当時の著書の中で発表した。戦時中は、囚人造船部隊を組織し、自治制による完全解放行刑を断行した。

## 司法省時代
1935年（大正10年）大審院検事となってからも様々な行刑法規の立案にかかわり、1941年（昭和16年）の治安維持法改訂にも関与。正木は当時の欧州ドイツ刑法学の新派思想であった、社会を犯罪から守るための矯正施設が監獄であるという「社会防衛論」を支持し、懲罰、応報の収容施設としての監獄からの脱却を考え、「犯罪者矯正」の観点から監獄を矯正施設として環境改善、教育、衛生管理を徹底させた。しかしその後、同法が国民の思想統制に利用される結果となり、このことが治安維持法に関与したとして、後に池田克とともに思想検事とされ、公職追放のきっかけになる。
広島控訴院（現・広島高等検察庁）次席検事、前橋地方裁判所検事正などを経て1941年（昭和16年）、司法省行刑局長。同年刑務協会（現・矯正協会）会長。1943年（昭和18年）、司法省刑政局長。この年、石川島造船所で受刑者による全国造船奉仕隊の鋲打大会を行い、逃亡者なく、日本で初めての完全開放行刑をした。

## 広島原爆
1945年（昭和20年）、広島控訴院検事長時代に原爆に遭う。自身は土中から這い出し一命を取りとめるが、次女（倭子）は数日後、広島女学院のピアノの鍵盤の下に真白い白骨となって発見された。広島刑務所も相当数の被災負傷者が出たが、その中で強壮な受刑者を選び、市中各所において死体の収容、埋葬の作業にあたらせ、受刑者たちに対して、「大なる死体は我が親と思へ、小なる死体は我が子、我が弟妹と思ひ取扱ひ、軍人部隊に負けぬ成績を示されたい」と訓示、一同感激して挺身奉仕を誓い合ったと伝えられている。

## 戦後の弁護活動
終戦後1946年（昭和21年）、名古屋控訴院（のち名古屋高等裁判所）検事長に赴任。
同年9月10日、刑務協会内に設けられた行政法改正委員会の委員長になった。しかし、GHQにより戦前の治安維持法改定の関与や戦時中の受刑者による「囚人造船部隊」など戦時関連の行動を咎められ、池田克とともに司法省としては数少ない公職追放により退官。公職追放解除後池田が最高裁判事に復帰したが、正木は監獄行政、社会政策に関する講演、執筆活動をしながら、弁護士としても帝銀事件、バー・メッカ殺人事件などの戦後の大きな刑事事件の主任弁護を担当した。また、誰に対しても区別なく接するそのヒューマニズムに惹かれ、交友関係は法曹界に限らず、文人、政治家など多彩であった。特に、田中角栄と小佐野賢治の顧問弁護士であった関係で、1947年茨城県大貫町で開かれた柴田暁山の生葬式の司会を務めた際に、二人を引き合わせた人物として、正木の死後、ロッキード事件でその名前が取り上げられた。

## 死刑廃止論の展開
戦後、公職追放されて在野の身となったが、死刑廃止、実体験にもとづく戦争批判の運動を推進。持論である死刑制度の廃止を訴え、「わが国の死刑存置論は欺瞞（ぎまん）的な刑法理論の上にある」と「刑罰と社会改良の会」を設立。死刑廃止論を社会運動として広めた。これは戦争も死刑もいずれも国家による生命剥奪であるという強い信念に基づいている。昭和32年（1957年）から昭和45年（1970年）まで矯正協会会長として、刑事政策の研究と実践にその生涯を捧げた。著作、講演多数。メディアの取材や出演も多く、わかりやすい語り口と著述で死刑廃止論が正面から議論される切っ掛けを作り、昭和40年代の死刑廃止運動の中心的な役割を担った。正木の死後（昭和47年以降）思想的支柱を失った死刑廃止運動は、社会の変化とともに下火となっていった。
矯正協会会長、第二東京弁護士会会長、法制審議会委員、公安審査委員会委員長、矯正保護審議会会長、憲法調査会委員などを歴任し、東大、中大の法学部講師も務め、晩年の17年間は神奈川大学教授も務めた。正三位、瑞宝章、銀杯一組（菊紋）。

## 主な著書
- 『刑事政策汎論』（司法省行刑局、1922年）
- 『行刑資料彙類』（司法省行刑局、1922年）
- 『行刑上の諸問題』（有斐閣、1928年）
- 『監獄法概論』（清水書店、1930年）
- 『行刑の時事問題』（刑務協会、1931年）
- 『監獄法概論』（有斐閣、1931年）
- 『行刑の変遷を探ねて』（巌翠堂書店、1933年）
- 『刑事政策汎論』（有斐閣、1938年）
- 『新監獄学』（有斐閣、1941年）
- 『行刑法概論』（有斐閣、1946年）
- 『志願囚－囚人と共に三十年』（朝日新聞社、1946年）
- 『死刑』（河出書房、1956年）
- 『死刑－消えゆく最後の野蛮』（日本評論社、1964年）
- 『獄窓の中の人権』（朝日新聞社、1968年）
- 『現代の恥辱』（矯正協会、1968年）
- 『刑政を考える』（矯正協会、1969年）
- 『刑法と刑事政策』（有斐閣、1963年、新版1968年）

## その他
- 1971年（昭和46年）12月、刑政82巻第12号は「正木先生追悼号」として正木亮を特集。野村正男、竹内寿平、羽山忠弘、谷内庄太郎、ロイド・マッコークルらが追悼文を寄せた[3]。